# Parque Gossler

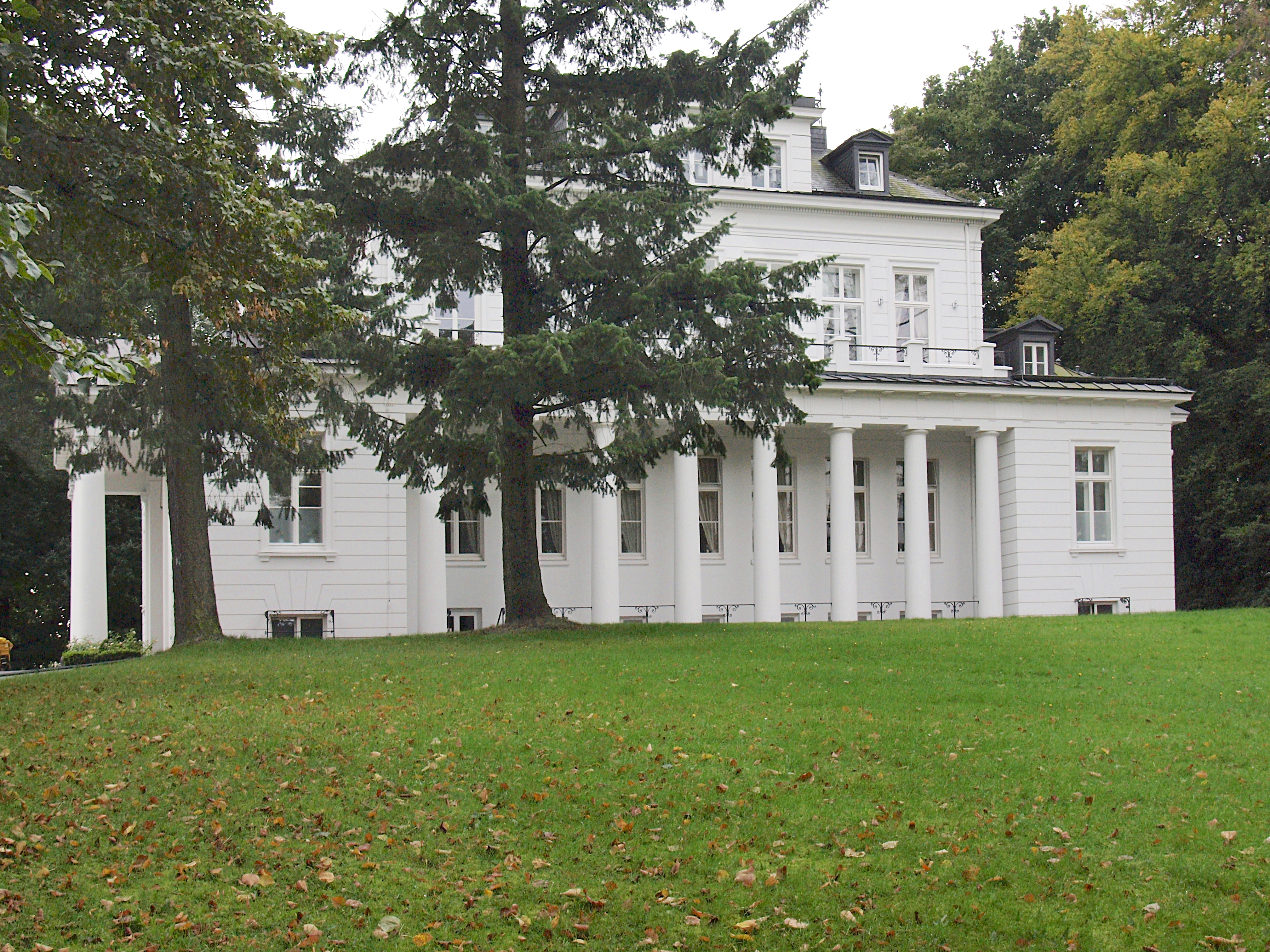
Parque Gossler

O Parque Gossler (em alemão: Goßlers Park) é um parque público de Blankenese, em Hamburgo. Está localizado ao norte da Blankeneser Landstraße e perto da estação Blankenese. O parque recebeu o nome da família bancária hanseática Gossler. A Goßlerhaus, uma mansão branca de propriedade dos Gosslers, está localizada no parque.